# Teucholabis laeta
Teucholabis laeta är en tvåvingeart som beskrevs av Alexander 1913. Teucholabis laeta ingår i släktet Teucholabis och familjen småharkrankar. Inga underarter finns listade i Catalogue of Life.